# Sint-Bartolomeüskerk (Luik)
De Sint-Bartolomeüskerk (Frans: La collégiale Saint-Barthélemy) in Luik is een romaanse kapittelkerk, gebouwd in de elfde en twaalfde eeuw en gewijd aan Sint-Bartolomeüs. In de kerk bevindt zich de doopvont van Reinier van Hoei, een van de zeven wonderen van België.

## Bouwgeschiedenis

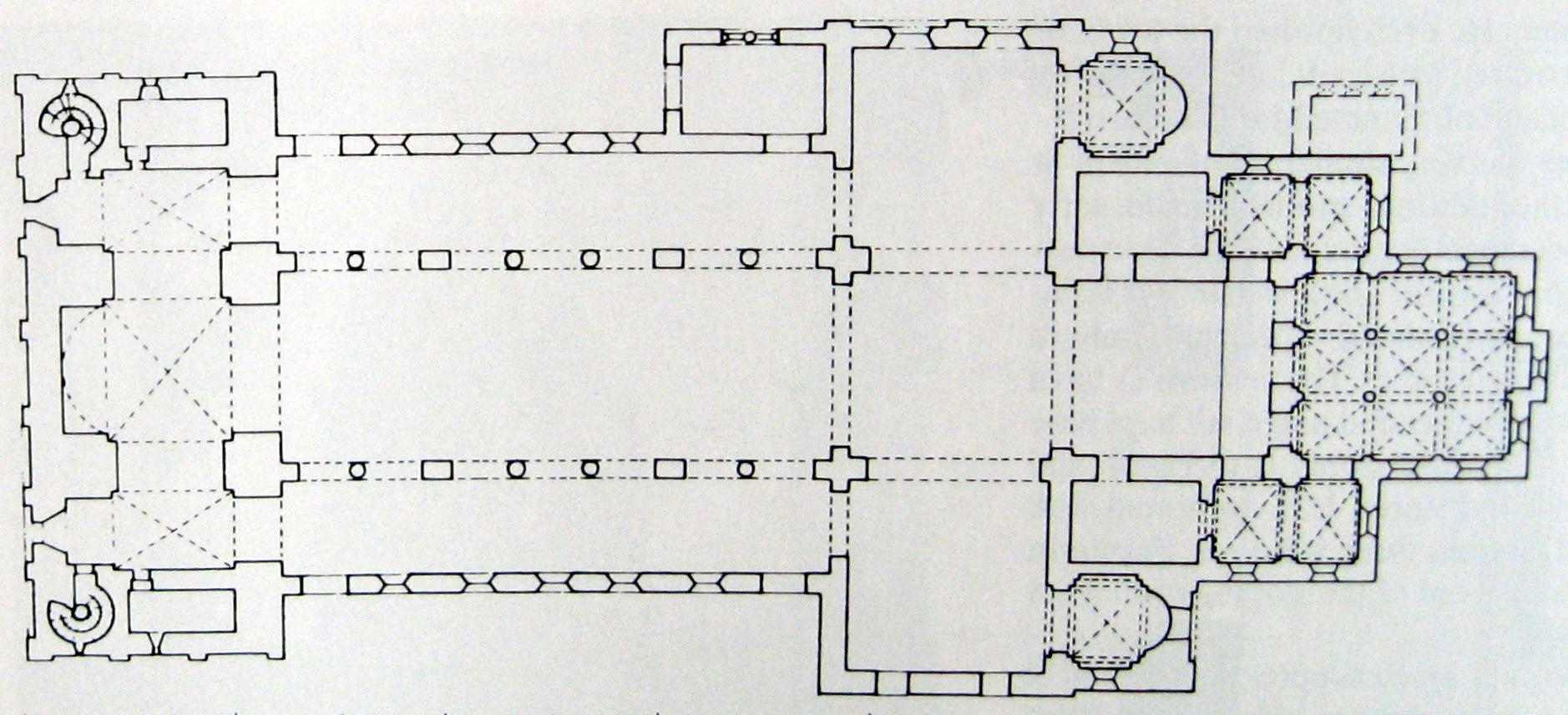
Plattegrond vóór de 18e-eeuwse wijzigingen. Rechts de buitencrypte

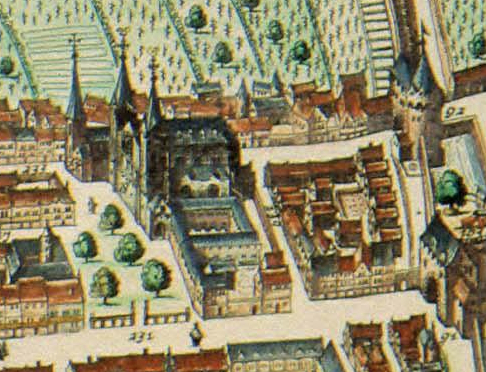
Het Sint-Bartolomeüscomplex: parochiekerk, kapittelkerk en klooster (Atlas van Blaeu, 17e eeuw)

De kerk is in het begin van de elfde eeuw gesticht door Godescalc de Morialmé, proost van de Lambertuskathedraal in Luik, en werd op 30 november 1015 ingewijd door de prins-bisschop van Luik, Balderik van Loon en de aartsbisschop van Keulen, Heribert van Keulen. De kerk lag op dat moment nog buiten Luik. Van deze voorgangerbouw is niets bewaard gebleven. Wel is er archeologisch het bestaan van een buitencrypte aangetoond die waarschijnlijk uit deze periode dateerde. Deze crypte bevond zich buiten de kerk, ten oosten van het koor (aangegeven in de plattegrond). De Sint-Amelbergabasiliek in Susteren bezit nog een dergelijke halfverdiepte crypte.
Het oudste deel van het huidige bouwwerk is het vierkant gesloten koor dat van het eind van de elfde eeuw dateert. Net als de rest van de kerk werd het koor opgetrokken in kolenzandsteen. Het transept en het schip werden in de loop van de twaalfde eeuw gebouwd en de bouw werd voorlopig afgesloten met het gereedkomen van het westwerk in 1180. Dit is de situatie die in de plattegrond te zien is. In de achttiende werd de kerk met twee beuken uitgebreid tot vijfbeukig. Later die eeuw, in 1782, werd het westwerk doorbroken met een neoclassicistisch portaal naar een ontwerp van Jacques-Barthélemy Renoz. Toen werden waarschijnlijk ook een aantal vensters in de westbouw dichtgezet. In de negentiende eeuw werden de helmdaken van de torens gewijzigd in de huidige rombische vorm die typisch is voor het Rijnland (Maria Laach, Apostelenkerk in Keulen). Ook werd op dat moment de bepleistering van het exterieur verwijderd. Tijdens de laatste restauratiecampagne, tussen 1999 en 2005, werd een polychrome bepleistering teruggebracht in een kleurstelling ontleend aan de dom van Limburg.

## Het westwerk
Het blokvormige westwerk van de Sint-Bartolomeüskerk is 22 meter hoog, 28 meter breed en 12 meter diep en bestaat uit drie verdiepingen van gelijke hoogte. De eerste en derde verdieping zijn gedecoreerd met rondboogfriezen en lisenen, het exterieur van de middelste verdieping bestaat uit blinde rondbogen steunend op colonnetten van kalksteen. Centraal bevindt zich op dit niveau een oculus. De twee vierkante torens hebben een kleiner volume dan het zware westwerk een zijn eveneens geleed met lisenen en rondboogfriezen. Binnen het westwerk is de ruimte in drie beuken verdeeld: een westkoor geflankeerd door twee smalle rechthoekige ruimtes (zie ook de plattegrond). Het westkoor beslaat de hele hoogte van het westwerk. Op de eerste verdieping kijken de beide zijruimtes uit op dit koor via een arcade van drie rondbogen. Het westwerk van de Bartolomeüskerk bevat dus geen centrale zaal of kapel op de verdieping, zoals in vele andere voorbeelden in het bisdom Luik (Celles, Hastière-par-delà, de Onze-Lieve-Vrouwebasiliek en de Sint-Servaasbasiliek, beide in Maastricht). Toch is de gelijkenis van het exterieur van het westwerk van de Bartolomeüskerk met dat van de Servaaskerk in Maastricht treffend. Zowel de verhoudingen, de vormen als delen van de decoraties komen nauw overeen. Aangezien het westwerk van de Sint-Servaaskerk waarschijnlijk iets ouder is, ligt het voor de hand dat het westwerk van de Sint-Bartolomeüskerk ontleend is aan het Maastrichtse voorbeeld.

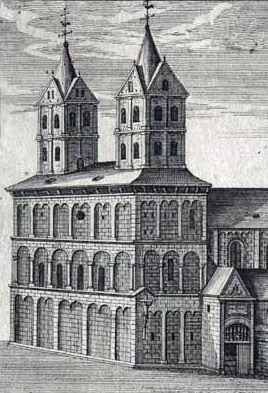
Westwerk zonder barokportaal (1735)
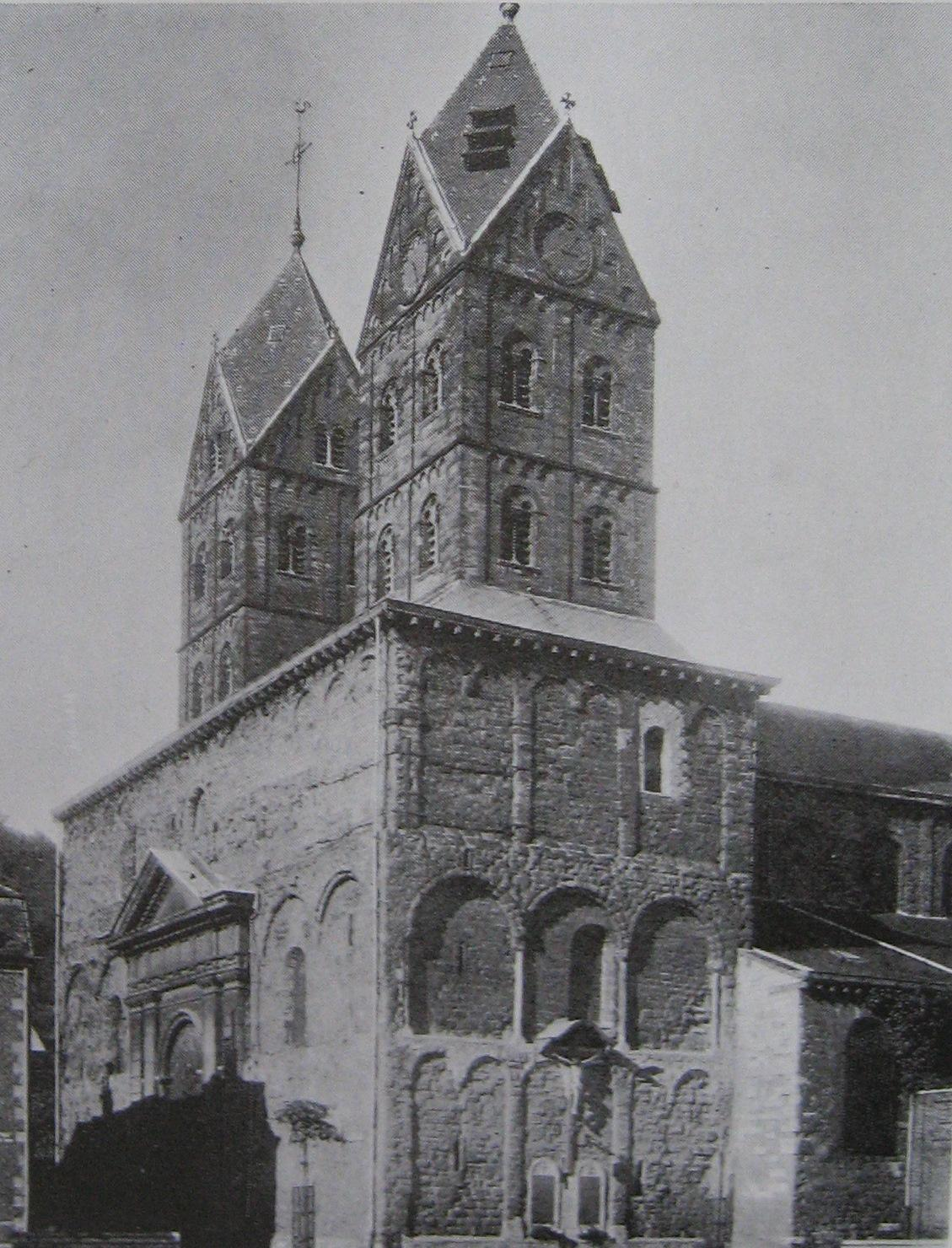
Westwerk zonder bepleistering (ca. 1900)
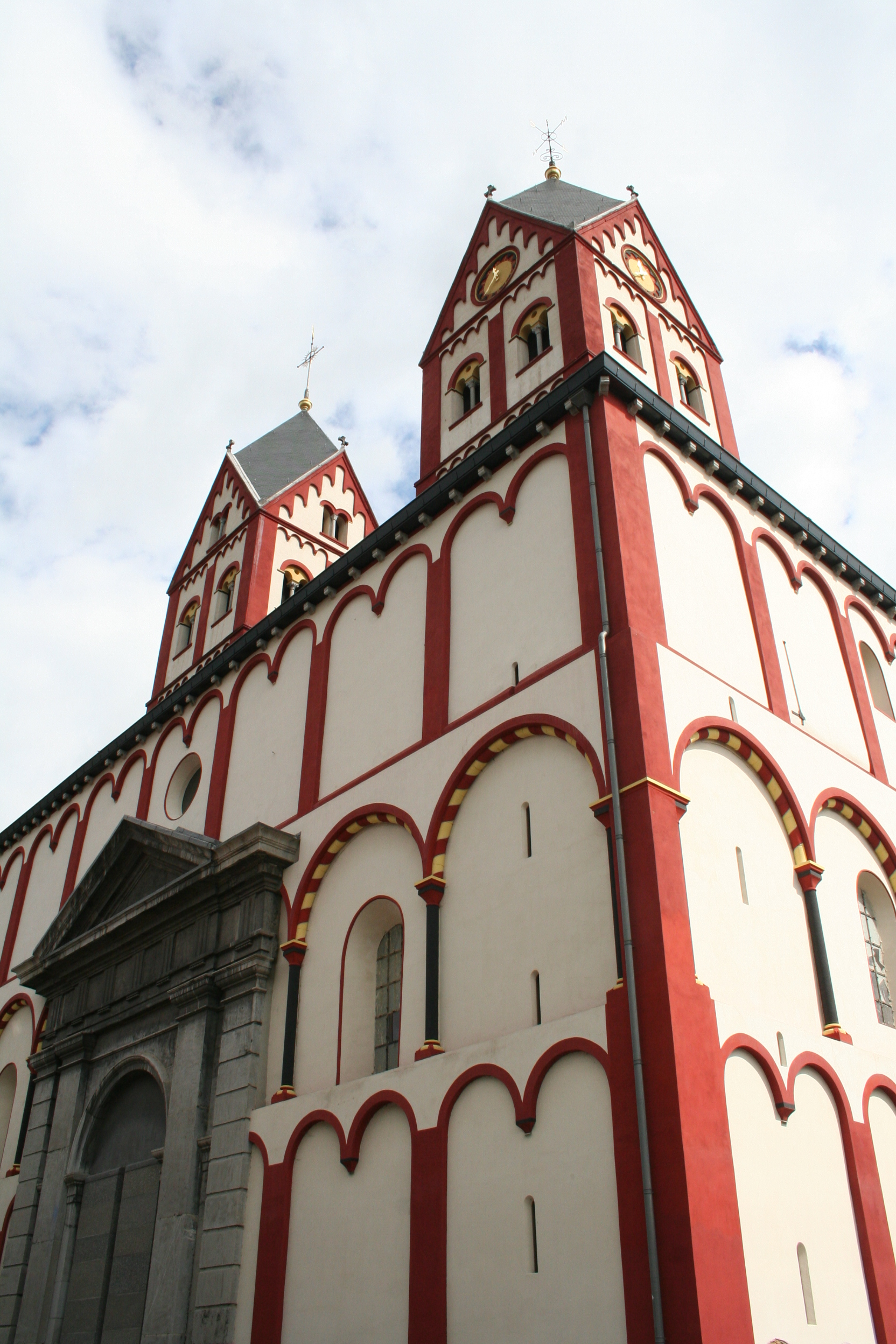
Westwerk opnieuw gepleisterd
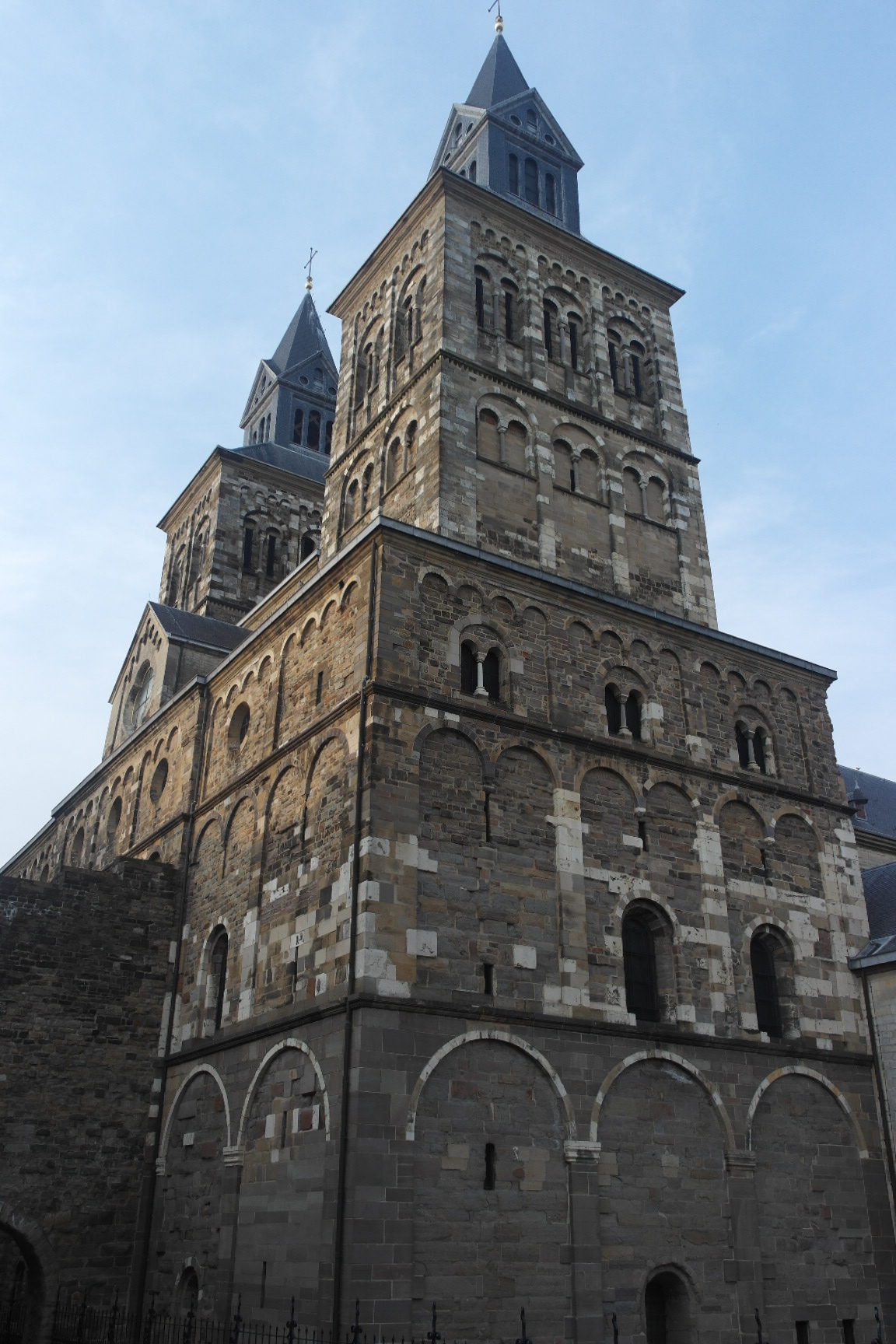
Ter vergelijking: westwerk Sint-Servaasbasiliek, Maastricht

## Het interieur

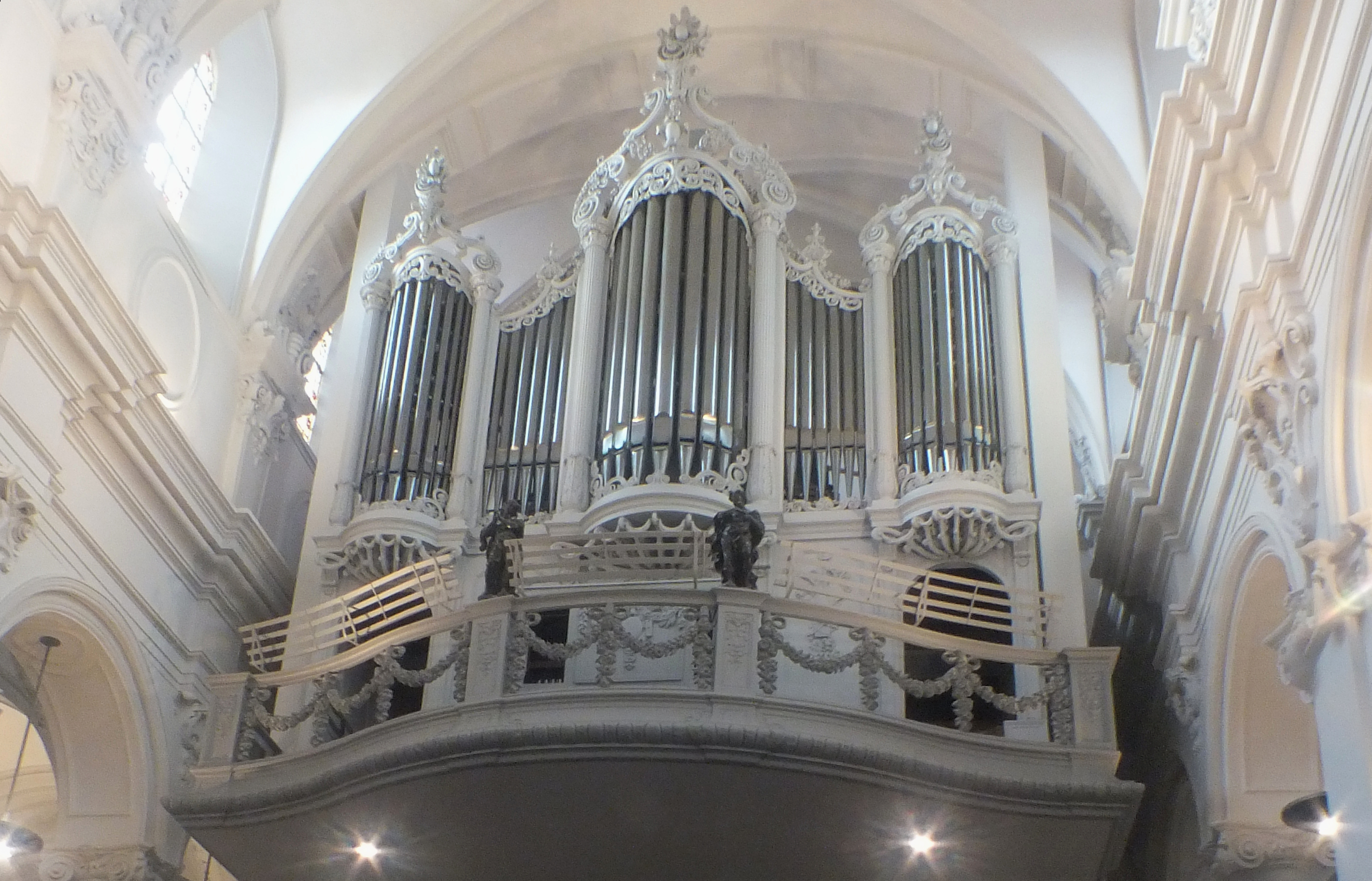
Het Merklin-Schütze-orgel

Het interieur van de kerk kreeg in de achttiende eeuw een barokke aankleding met wit stucwerk, verguldingen en een nieuw hoofdaltaar. Het alternerend stelsel in het schip bleef wel bewaard. De zware kolommen die de zijbeuken scheiden van de middenbeuk worden afgewisseld met een of twee zuilen, het zogenaamde alternerend stelsel (zie plattegrond). Tijdens de restauratie van 1999-2005 werd de barokke aankleding van het westwerkinterieur verwijderd.

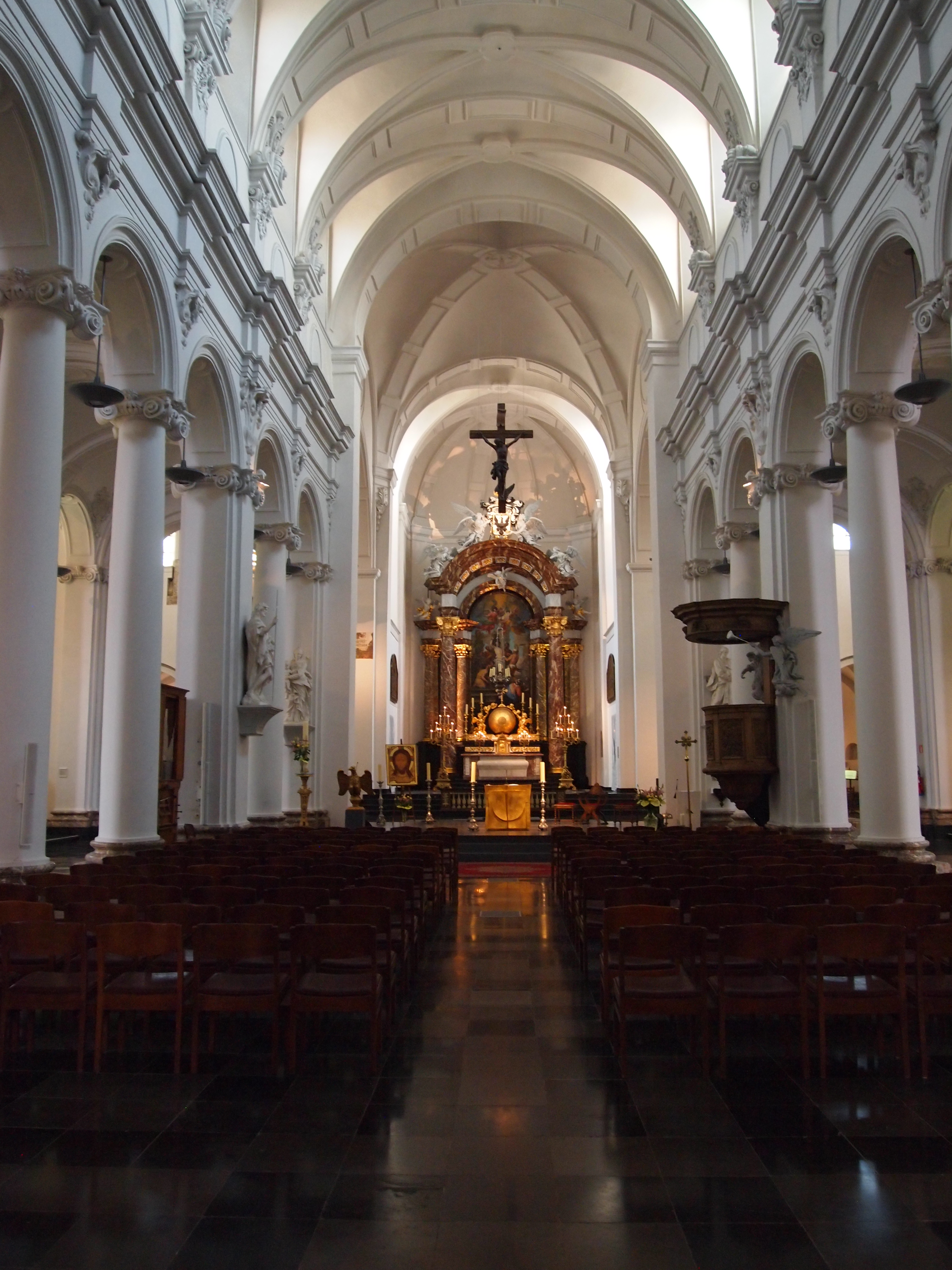
Interieur naar het koor
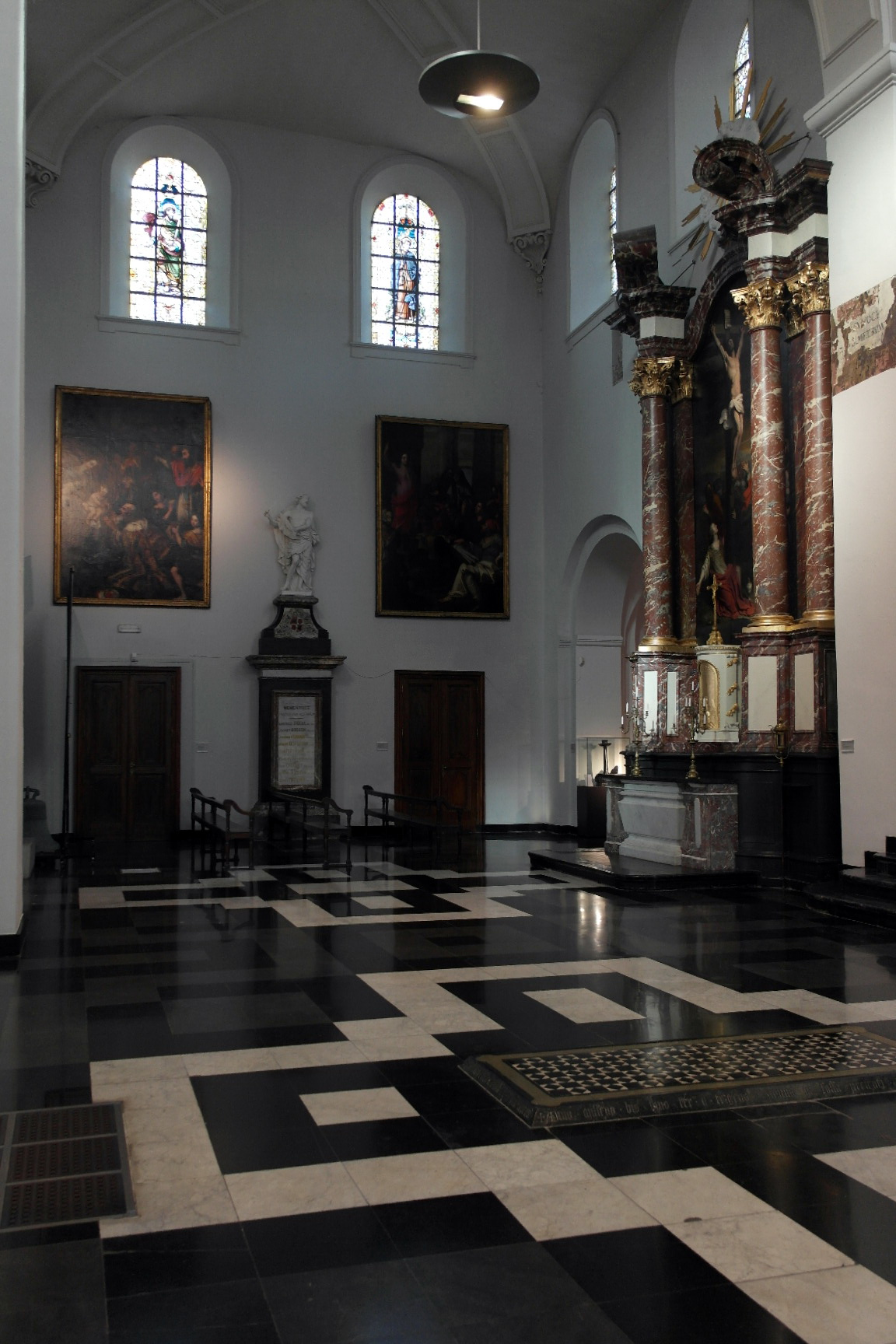
Noordelijke zijbeuk
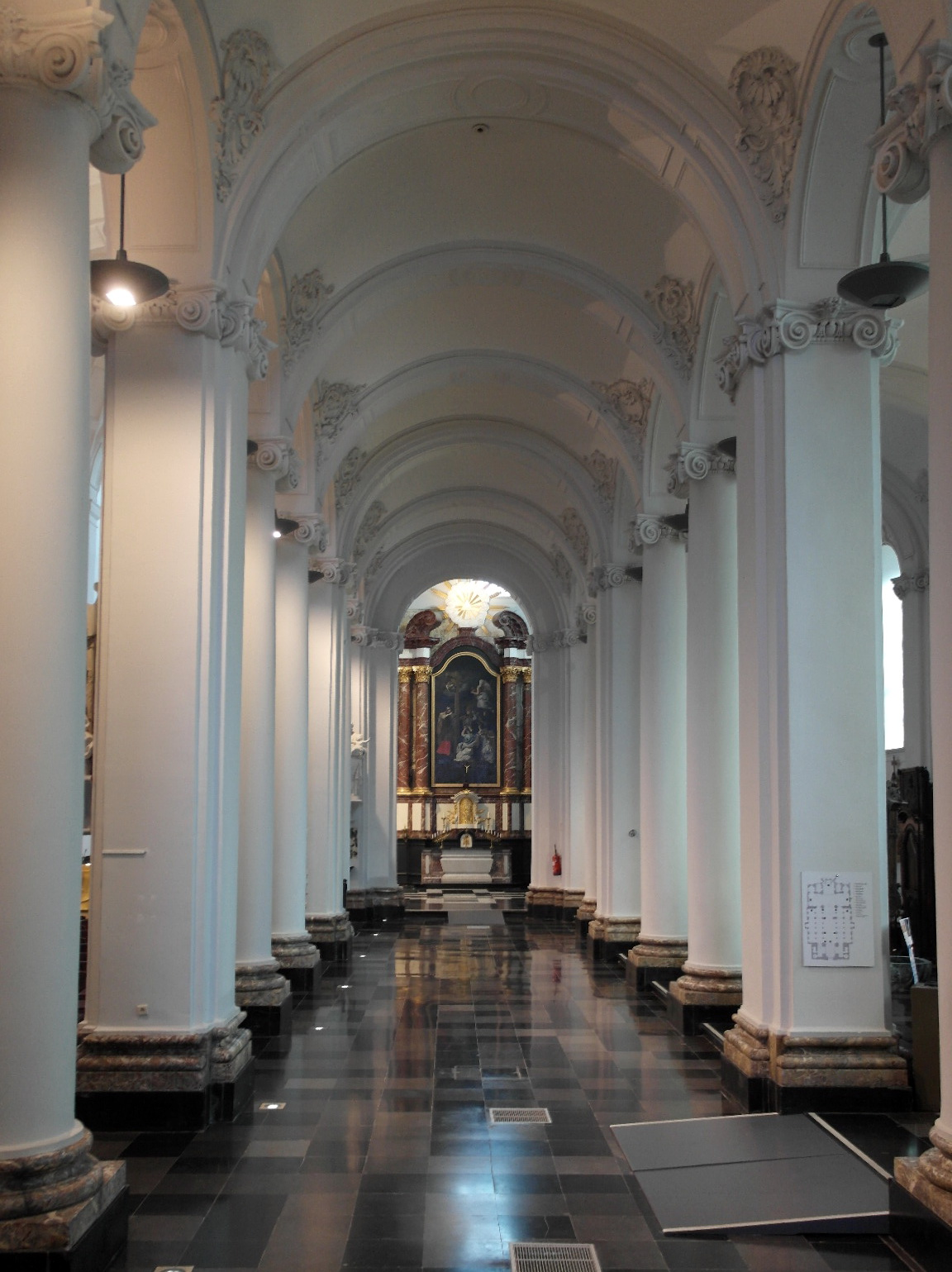
Zuidelijke zijbeuk
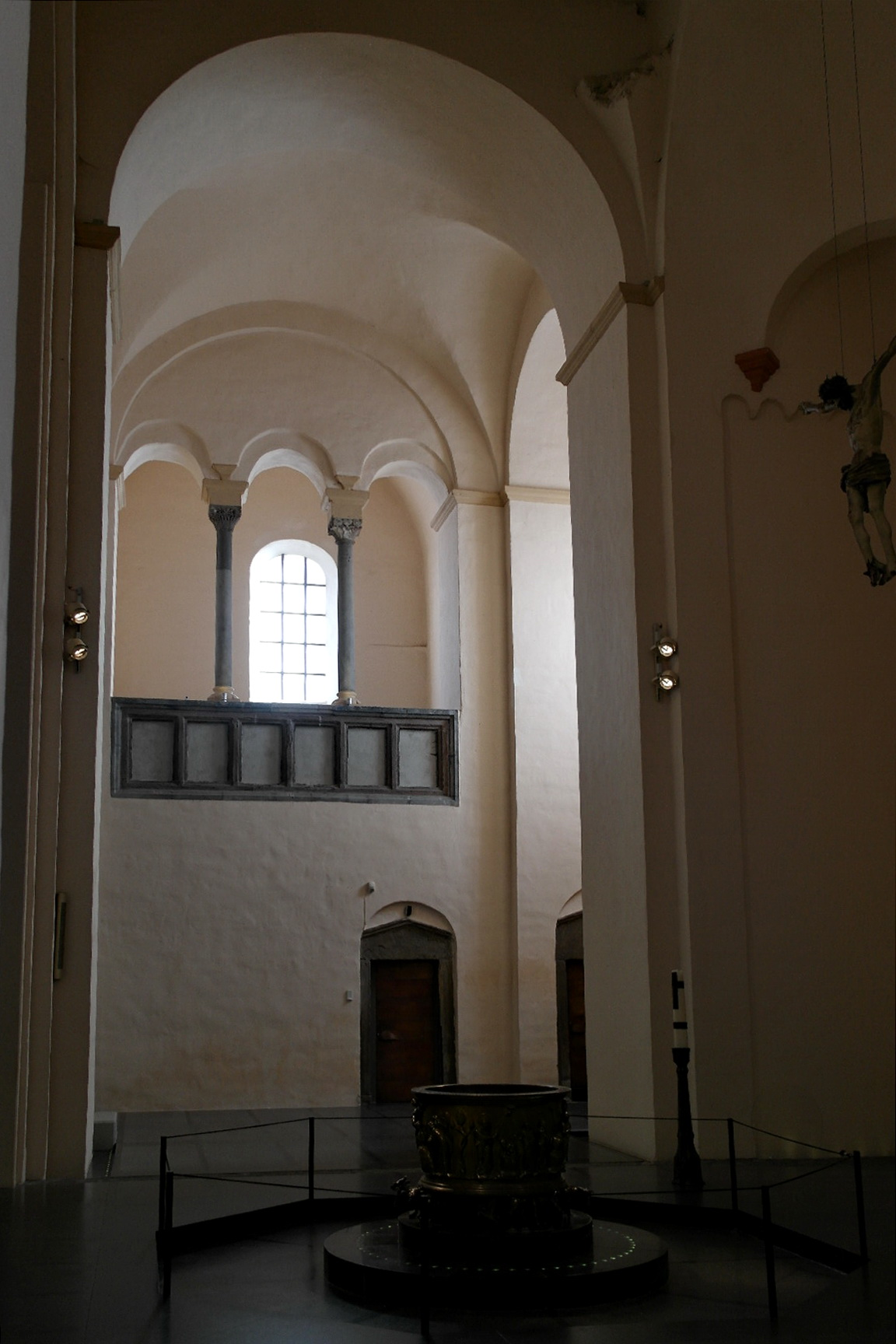
Westwerkgalerij

### Kerkmeubilair
De toenmalige voorkeur van de kanunniken voor de barokstijl komt ook tot uitdrukking in de meubilering van de kerk. Het hoofdaltaar en de zijaltaren vertegenwoordigen de meest uitbundige variant van deze stijl. Andere kerkmeubels zijn in de meer ingetogen Luiks-Akense meubelstijl. Typische voorbeelden zijn de preekstoel, de biechtstoelen en diverse deuren, allemaal van onbeschilderd eikenhout met Lodewijk XV- of Lodewijk XVI-versieringen. Het orgel stamt uit 1852 en is het werk van de Brusselse orgelbouwers Merklin-Schütze.

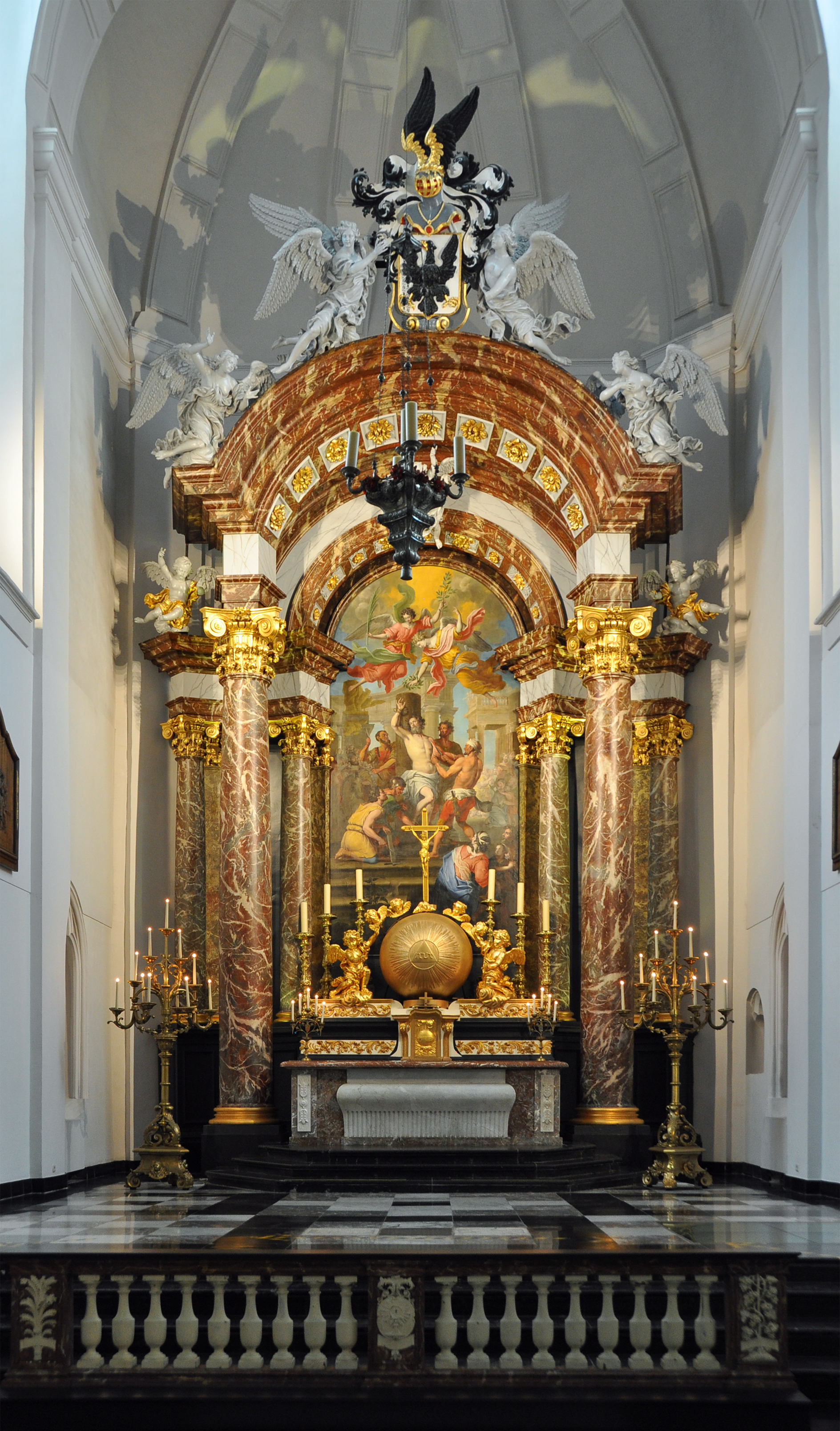
hoofdaltaar
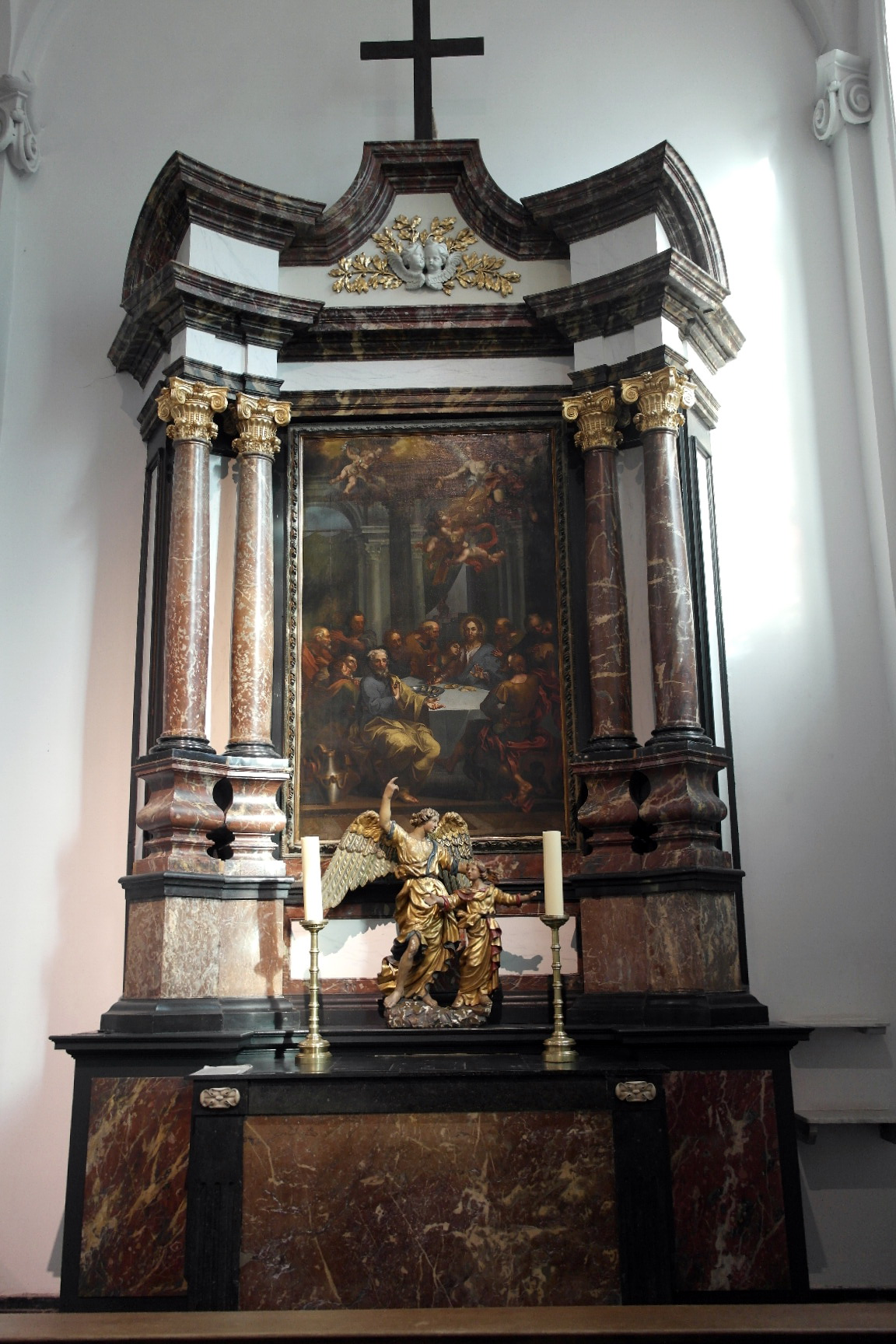
Zijaltaar
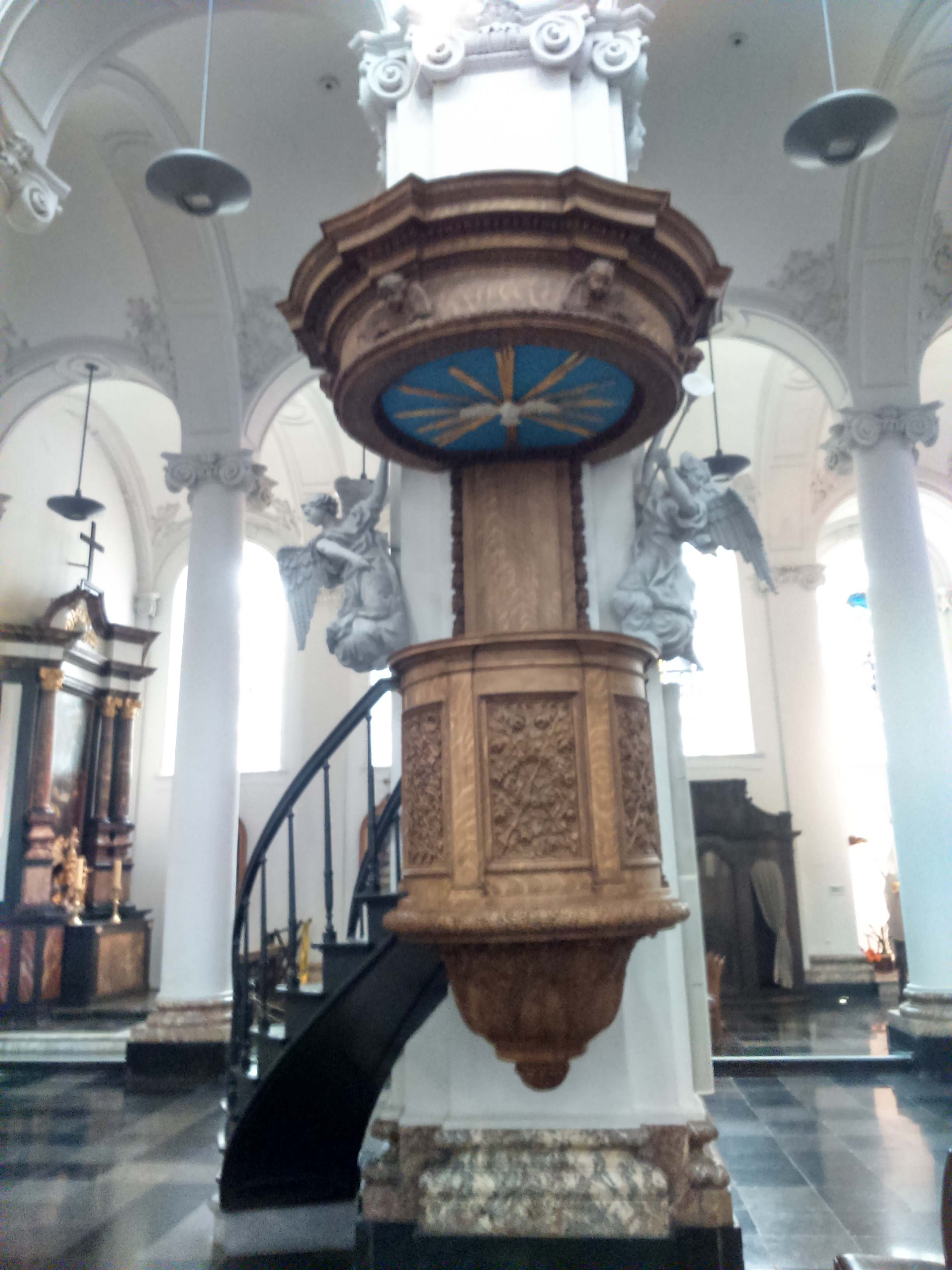
Preekstoel
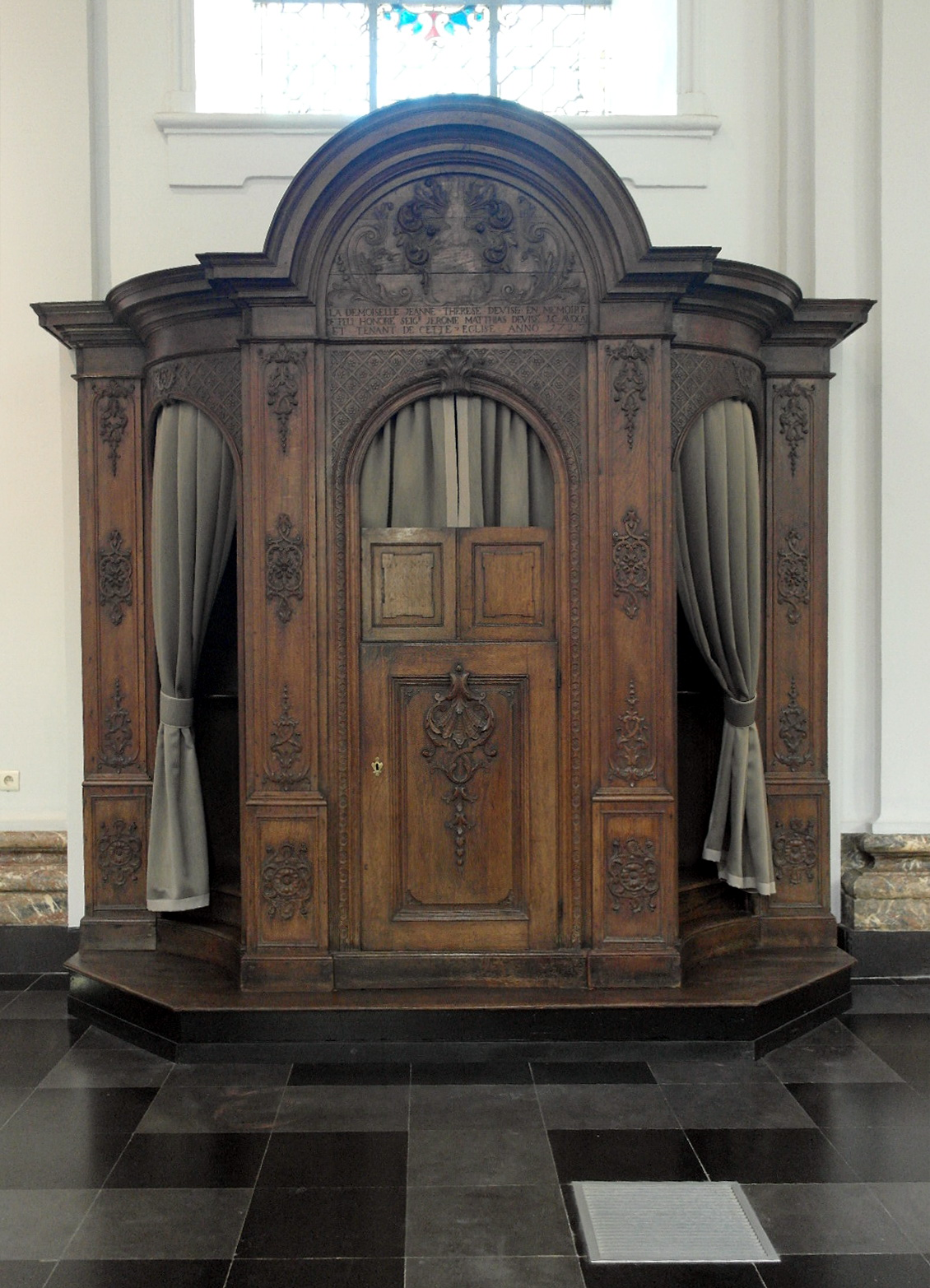
Biechtstoel

### Doopvont; beeldhouwwerk
Het voornaamste kunstwerk in de Sint-Bartolomeüskerk is de doopvont van Reinier van Hoei.
De meeste beelden en reliëfs dateren uit de 18e eeuw. Noemenswaardig zijn:
- een serie houten reliëfs met voorstellingen uit het leven van Sint-Bruno, door François Van der Planck (1692-1750), oorspronkelijk in de chartreuse van Luik;
- Sint-Rochus vergezeld van engel en hond, door Renier Panhay de Rendeux (1684-1744);
- Enkele wit geschilderde houten heiligen- en engelenbeelden, onder andere van de Luikse beeldhouwers Cornélis van der Veken (1666-1740) en Jacques Vivroux (1703-1777).

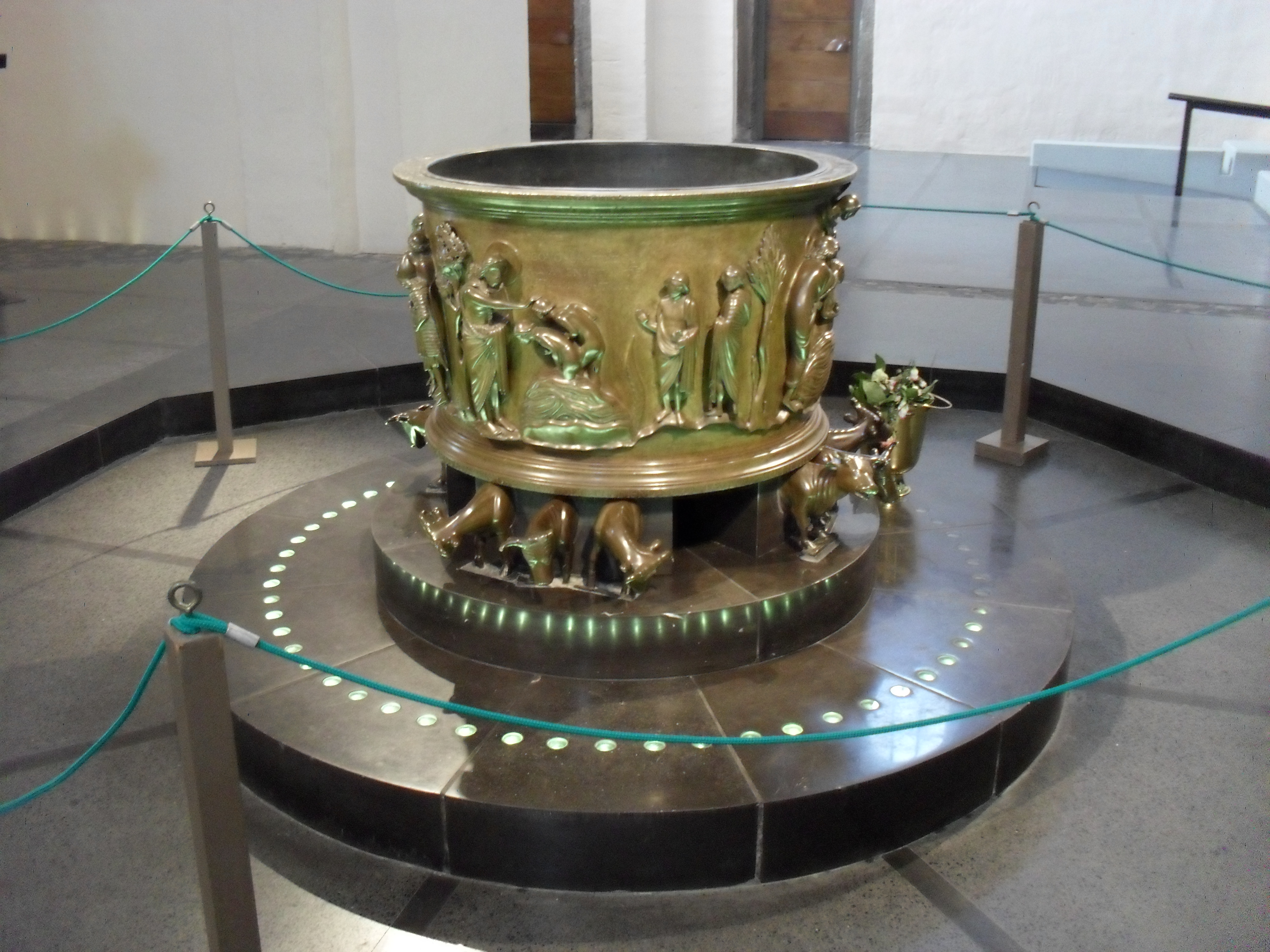
Doopvont van Reinier van Hoei (11e eeuw)
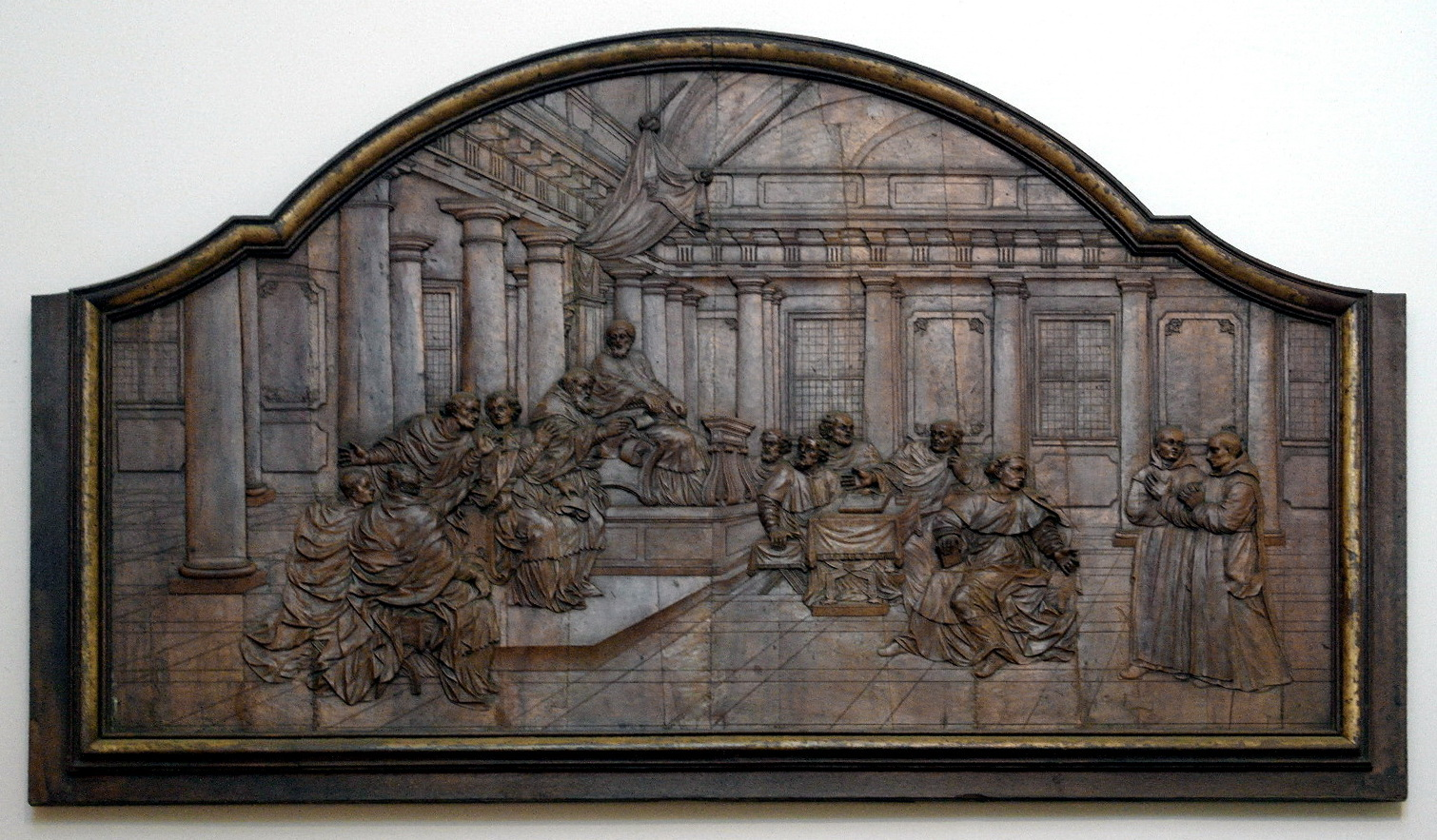
Reliëf Sint-Bruno (18e eeuw)
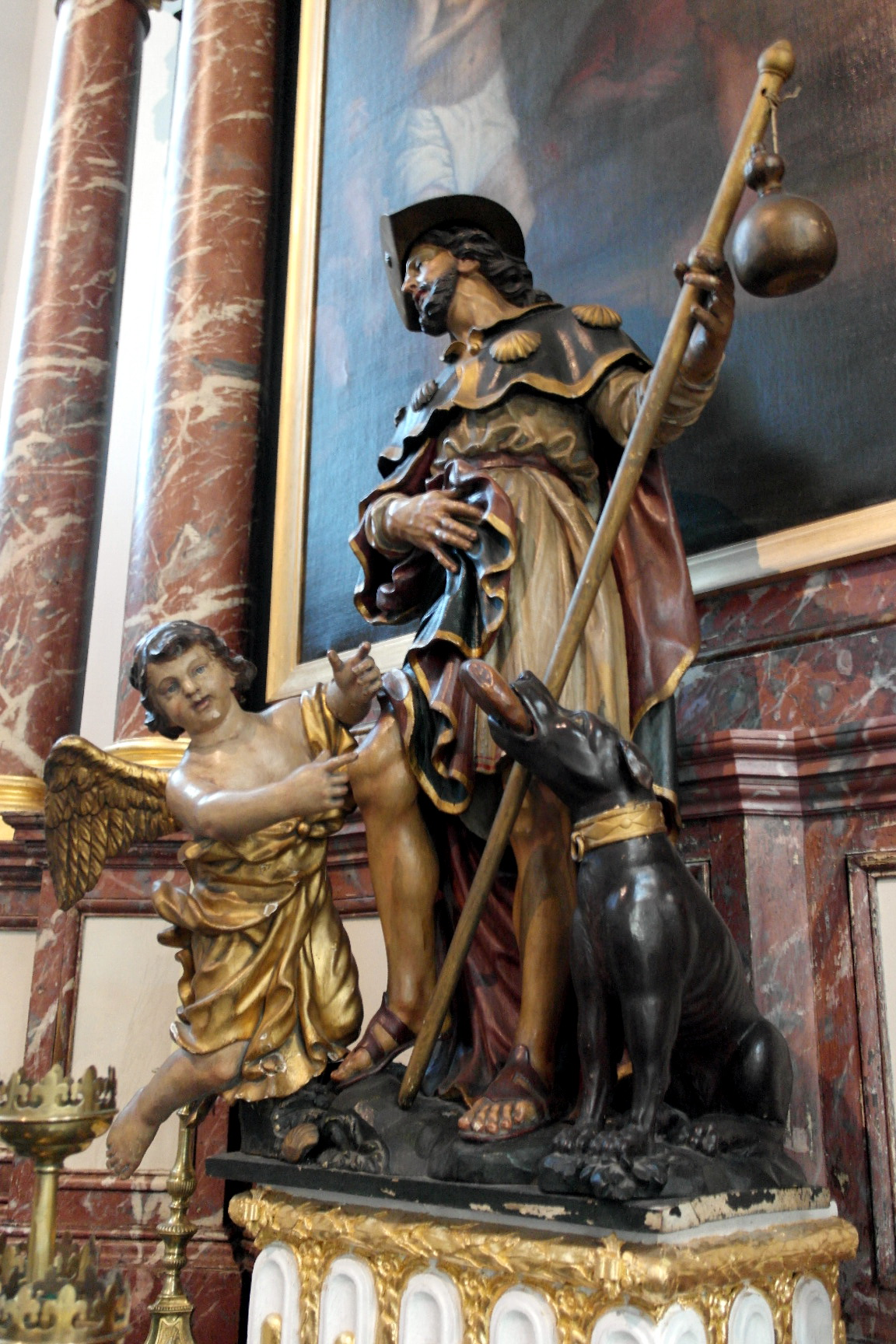
Sint-Rochus (18e eeuw)
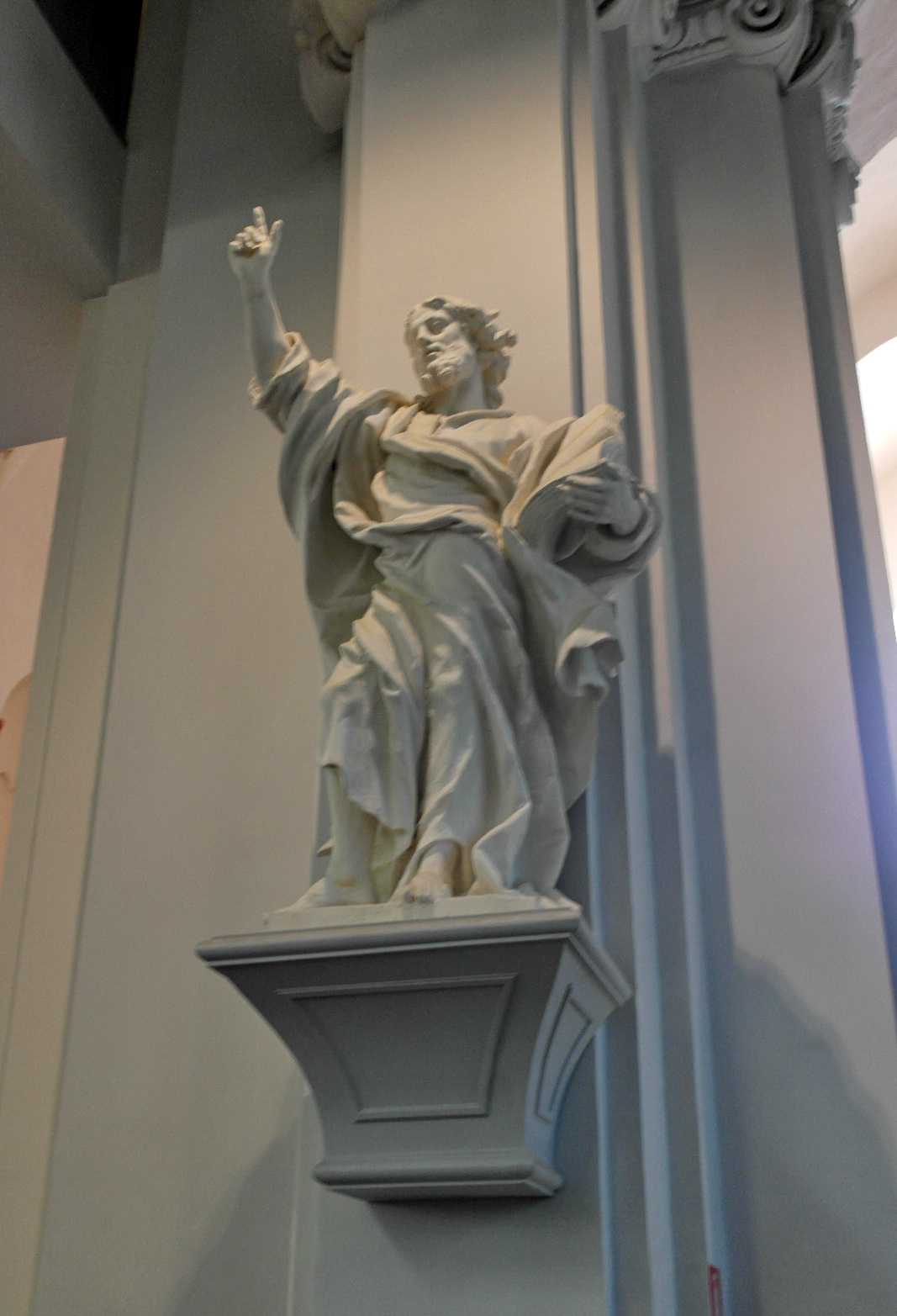
Heiligenbeeld (18e eeuw)

### Schilderijen
In de kerk bevinden zich een aantal schilderijen uit de Luikse School:
- Het martelaarschap van Sint-Bartolomeüs, het schilderij achter het hoofdaltaar, is het werk van Englebert Fisen (1655-1733);
- De kruisiging van Christus, een werk uit 1684, eveneens van Engelbert Fisen. Een hoogtepunt van 17e-eeuwse Luikse schilderkunst;
- De Verheerlijking van het heilige kruis, een werk van Bertholet Flémal (1614-1675);
- Twee grote doeken door de vrij onbekend Martin Aubée (1729-1805/1806);
- Vier schilderijen met voorstellingen uit de jeugd van Christus, voorheen toegeschreven aan Walthère Damery, tegenwoordig aangemerkt als anoniem.

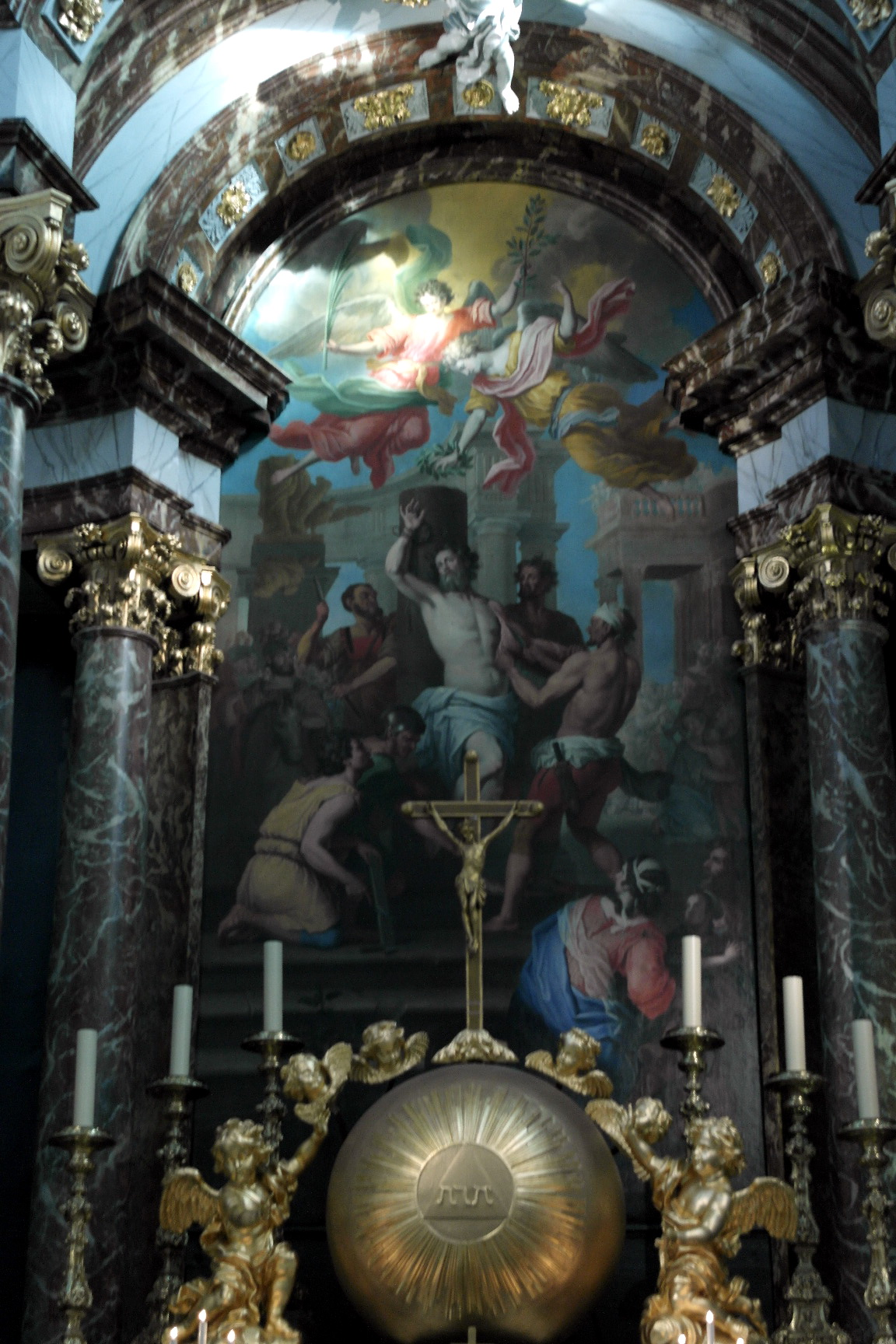
Retabel hoofdaltaar (Engelbert Fisen)
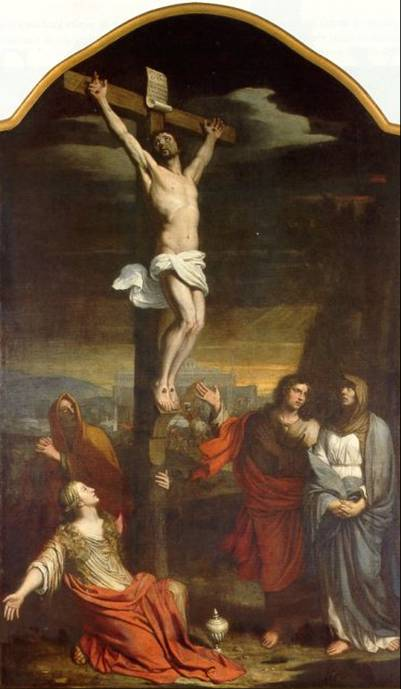
Kruisiging (Engelbert Fisen)
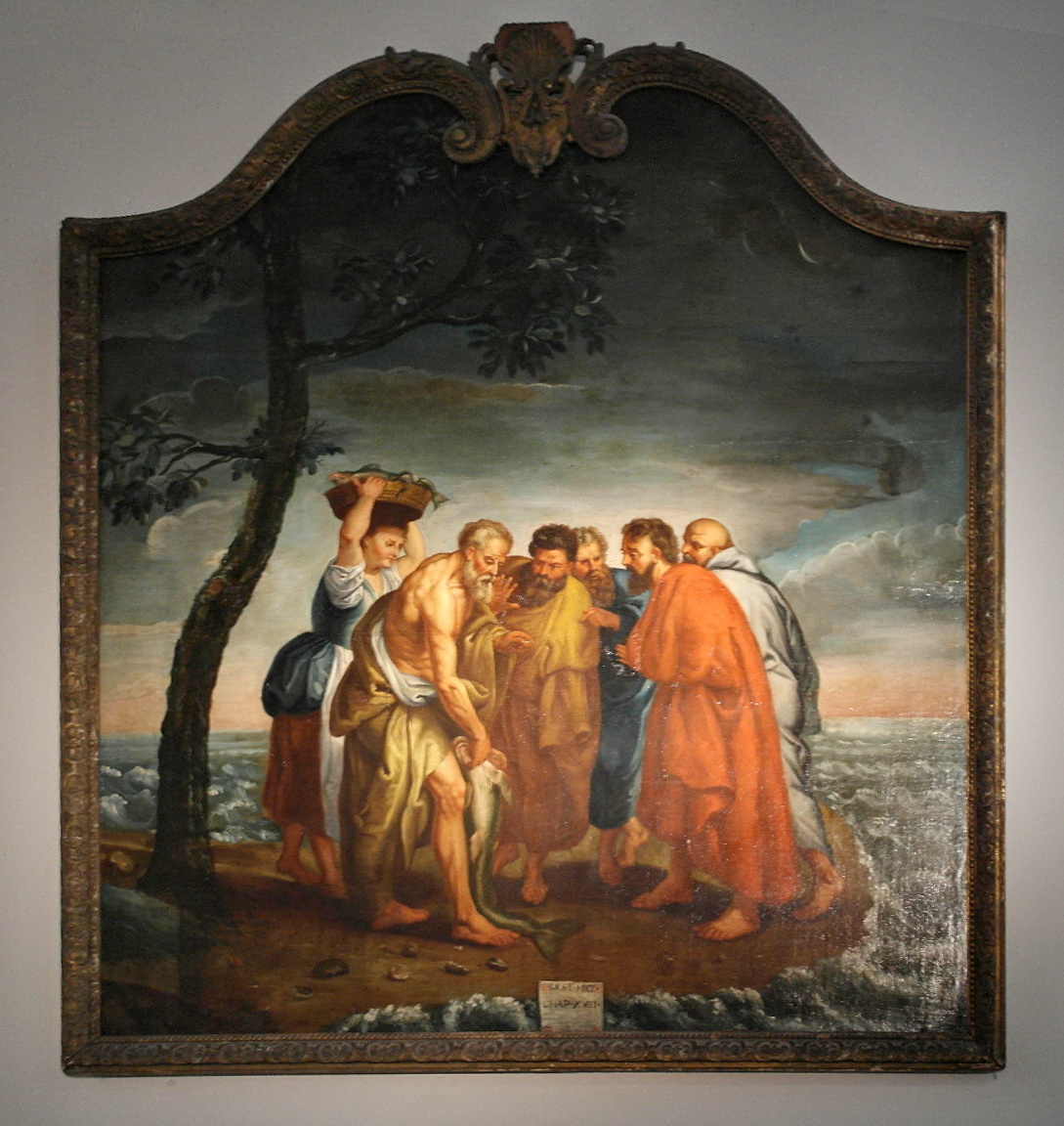
Wonderlijke visvangst(?) (Martin Aubée)
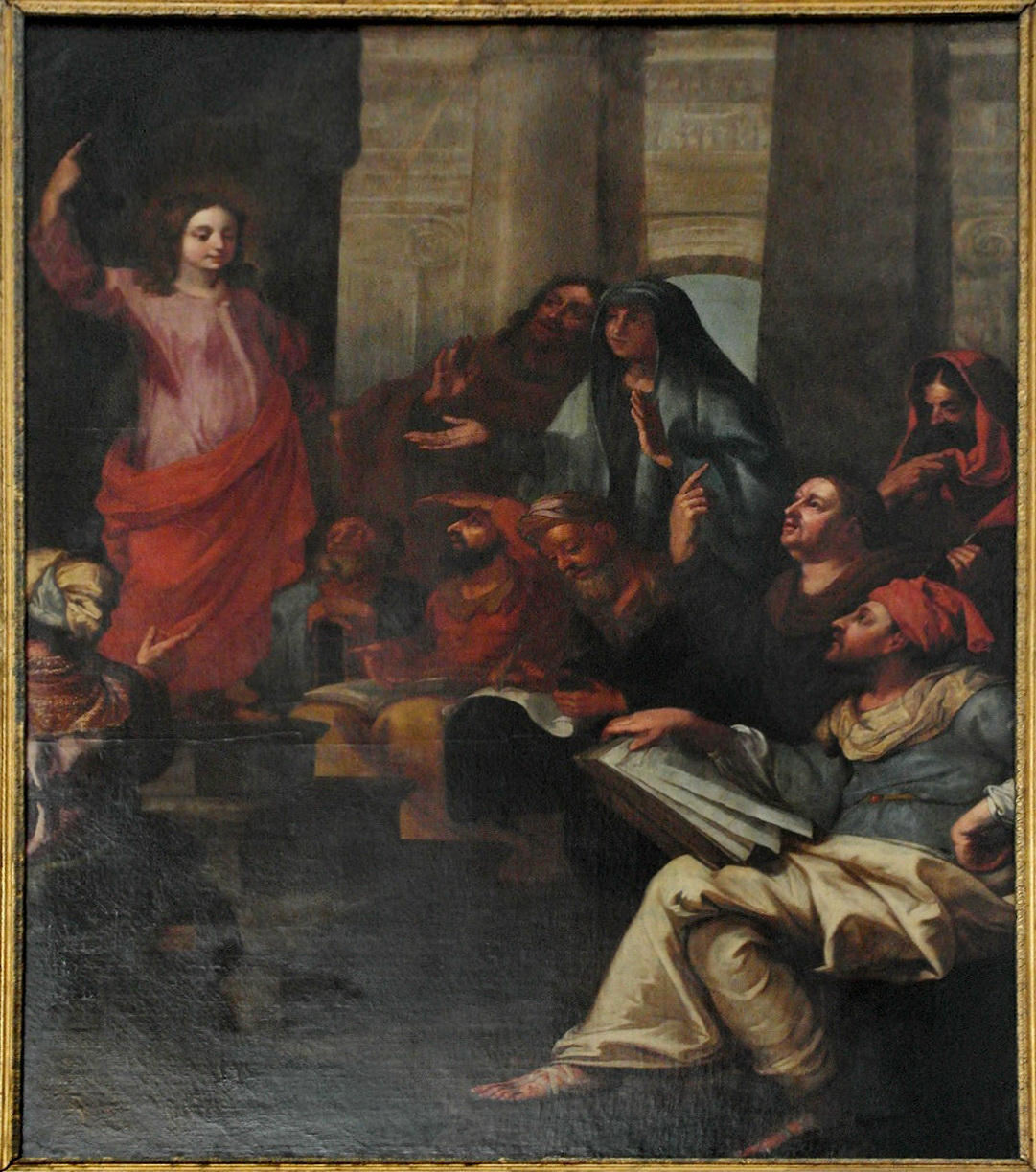
Jezus lerend in de tempel (anoniem)